# Якушкина, Елена Леонидовна
Елена Леонидовна Яку́шкина (урождённая Синицына; 23 августа 1914, Томск — 26 июля 1986, Москва) — российская переводчица и театральный деятель.
Окончила Ленинградский институт иностранных языков (1941), работала экскурсоводом. Эвакуировалась в Челябинск, работала корреспондентом газеты «Челябинский рабочий». В конце 1940-х гг. переехала в Москву.
Работала заведующей литературной частью в Московском Театре юного зрителя, Театре на Малой Бронной (при Андрее Гончарове), а затем, на протяжении около 20 лет, в Московском драматическом театре имени Ермоловой. По словам главного режиссёра театра Владимира Андреева,

У нас был легендарный московский завлит, Елена Леонидовна Якушкина. Она блистательно знала языки, переводила с французского, немецкого. Когда я сердился на неё и говорил, что у нас опять нет пьес к какому-то важному юбилею, она грустно смотрела на меня, а через несколько дней что-то приносила со словами: «Ну, мне кажется, что это может быть прилично». Она, будучи аристократкой, отрицавшей строительство нового общества на нашей земле, находила для себя и для нас не совсем или вовсе непостыдные вещи.

С работой Якушкиной связаны первые шаги в драматургии таких авторов, как Михаил Шатров и Эдвард Радзинский. Однако наиболее близкие отношения связывали Якушкину с Александром Вампиловым:

Именно она первой познакомилась с Вампиловым, привела его в театр и сказала про него: «Этот человек вырастет в гения».

Опубликована переписка Вампилова с Якушкиной, в которой он называет себя «Ваш „приёмный сын“, черемховский подкидыш». Якушкина опубликовала воспоминания о Вампилове.
Якушкина перевела на русский язык пьесы «Вознаграждение — 1000 франков» (1963) Виктора Гюго, «Бал воров» (1967) Жана Ануя, «Кувшин с маслинами» (1974) Хайнца Калау, «Будьте здоровы!» (1980) Пьера Шено, «Священные чудовища» (1985) и «Человеческий голос» Жана Кокто и др., — многие из них вошли в постоянный репертуар различных российских театров. В соавторстве с актрисой Лидией Сухаревской Якушкина написала пьесу «На балу удачи» о судьбе певицы Эдит Пиаф.